# Duncan Kennedy
Duncan Kennedy (Washington DC, 1942) és un filòsof del dret estatunidenc que va ser professor de Jurisprudència a la Harvard Law School fins al 2015. És conegut com un dels fundadors dels estudis jurídics crítics.

## Trajectòria
Kennedy va obtenir el Bachelor of Arts al Harvard College el 1964 i després va treballar durant dos anys en l'operació de la CIA que controlava la National Student Association. El 1966 va rebutjar-ne el seu «liberalisme de la Guerra Freda» i va deixar la CIA, i el 1970 va graduar-se en Dret a la Yale Law School. Després d'haver treballat amb el jutge del Tribunal Suprem dels Estats Units Potter Stewart, Kennedy va convertir-se en professor universitari el 1976. El març de 2010 va rebre el títol de Doctor honoris causa de la Universitat dels Andes a Bogotà, i el 2011 de la Universitat de Quebec a Montreal.
Kennedy és membre de la Unió Americana per les Llibertats Civils des de 1967. El 1977, juntament amb Karl Klare, Mark Kelman, Roberto Unger i altres acadèmics, van fundar el moviment d'estudis jurídics crítics. És conegut sobretot per la seva monografia Legal Education and the Reproduction of Hierarchy on realitza una crítica contundent a l'ensenyament jurídic estatunidenc. Kennedy explica que sempre és possible per al jutge adoptar una actitud estratègica, en el sentit d'intentar que una interpretació concreta de la norma sembli la més adequada. Aquesta mena de jutges neguen que estiguin actuant per motivació ideològica però resulta evident de la seva argumentació que hi ha una preferència ideològica que els porta a orientar tota la valoració del cas a obtenir un resultat final amb aparença jurídica que només busca complaure el poder constituït.

## Obra publicada
- Legal Education and the Reproduction of Hierarchy (1983)
- Sexy Dressing Etc., Essays on the Power and Politics of Cultural Identity (1993)
- A Critique of Adjudication (Fin de siècle) (1997)
- The Rise and Fall of Classical Legal Thought (2006)
- Legal Reasoning, Collected Essays (2008)